# 马丁海蛳螺
马丁海蛳螺（学名：Amaea martini），是异腹足目海蛳螺科Amaea属的一种。主要分布于台湾，常栖息在浅海砂底。